# Rutênia
Ruténia (português europeu) ou Rutênia (português brasileiro) (em russo:  Рутения, em ucraniano:  Рутенія, em bielorrusso:  Рутэнія) é um nome geográfico e étnico-cultural aplicado para partes da Europa Oriental povoada por eslavos orientais, bem como para antigos Estados eslavos que existiram nesses territórios. Essencialmente, a palavra é uma grafia latinizada para o antigo local-nome Rus. 

A região da antiga Rus destacada no mapa, referida no Ocidente como Rutênia

Hoje, o território histórico da Rus, em sentido amplo, é formado com parte(s) das terras da Ucrânia, Bielorrússia, em minoria Rússia, uma pequena parte do nordeste da Eslováquia e uma estreita faixa do leste da Polônia.
O termo "Rutênia" pode significar coisas diferentes, dependendo a quem o termo se aplica, por quê e para qual período. Pode se referir a qualquer uma das seguintes entidades, aparecendo, grosso modo, na seguinte ordem cronológica:

## Alta Idade Média

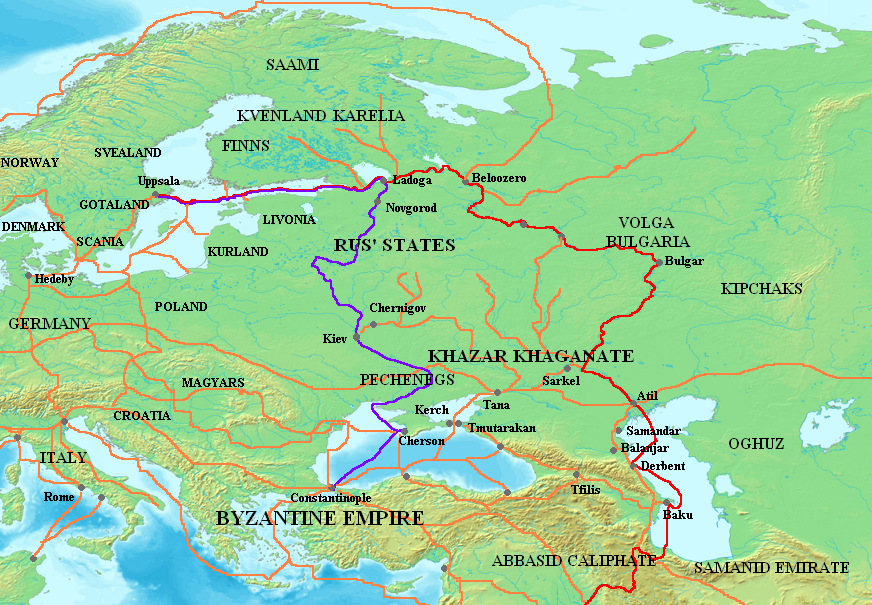
Mapa das rotas comerciais dos séculos VIII a XI

O nome Rutênia tem alguma ligação com o nome eslavônico Rus ou Ros, para cuja origem há várias versões, sendo uma delas a da origem normanda ou normana, de povos dominadores do norte, os Varegues, que se constituíram, no século IX, em grupo dirigente por muito tempo, fundindo-se aos poucos com a população eslava: o nome Rus seria derivado do finês com a originem da raiz do norueguês antigo roðs- ou roths- referindo-se a 'remadores', isto é 'varegos suecos' e que ainda existe no finlandês e nomes estonianos como Ruotsi e Rootsi para designar a Suécia. Depois o nome veio não só denotar a aristocracia escandinava na Europa Oriental como também a população etnicamente mista de seus domínios.
Alguns estudiosos modernos usam a grafia Rutênia quando se referem à Idade Média em textos ingleses. Contudo, os antigos Estados da Rus não possuíam um nome próprio além da frase zemlya ruskaya e, portanto havia diferentes grafias para línguas diferentes.
O termo "rutenos" (em latim: Ruteni) apareceu primeiro na forma "rei dos Rutenos" (em latim: rex Rutenorum nos anais de Augsburgo do século XII. Era provavelmente um reflexo da antiga tradição, quando os bárbaros foram chamados por seus nomes encontrados nos clássicos autores latinos, isto é, os dinamarqueses foram chamados de dácios e os alemães foram chamados de teutões. Do mesmo modo, os Rus passaram para o nome de rutenos, a forma sendo influenciada por uma das tribos gaulesas mencionadas por Júlio César.
Há uma geografia latina do século XII da França que diz que a "Rússia é também chamada de Rutênia, como você pode ver na seguinte frase de Lucano…" O texto original latino: Polonia in uno sui capite contingit Russiam, quae et Ruthenia, de qua Lucanus: Solvuntur flavi longa statione Rutheni. Anteriormente a Rus havia sido referida como rugos (uma das primeiras tribos de godos) e rútulos (uma tribo itálica mencionada por Virgílio na Eneida).
No final do século XII, a palavra Rutênia foi usada, como uma grafia alternativa para Ruscia e Rússia, nos documentos papais em latim para indicar as terras anteriormente dominadas por Quieve. No século XIII, o termo tornou-se o nome dominante para Rus' nos documentos em latim, particularmente naqueles escritos na Hungria, Boêmia e Polônia.

## Baixa Idade Média
No século XIV, a Rússia de Quieve tinha se fragmentado em vários principados fracamente unidos. O Principado de Vladimir-Susdália e a República da Novogárdia no norte passaram para o domínio mongol. Mais tarde, o principado de Vladimir-Susdália gradualmente evoluiu para o principado de Moscou (ou Moscóvia), assumiu o controle da maioria dos principados do norte da Rus e começou a usar a palavra, "Rus'". Sendo um país cristão ortodoxo, ele tinha pouco contato com o Papa e por isso raramente usava o termo Rutênia. Os nativos usavam outras formas do nome Rus para o seu país e algumas dessas formas também passaram para o latim.
Os territórios da Galícia-Volínia, Quieve e outros no sul foram retomados dos mongóis em 1320 e se uniram aos países católicos romanos da Lituânia e Polônia e por isso eram geralmente chamados em latim de Rutênia, porque o Papa preferia esta grafia. Ele a usava, por exemplo, quando proclamou um dos príncipes locais, Daniel da Rutênia. Contudo, outras grafias também foram usadas em latim, em inglês e em outras línguas durante esse período.
Esses territórios do sul tinham seus nomes correspondentes em polonês:
- Ruś Halicko-Wołyńska — Galícia-Volínia.
- Ruś Halicka — Galícia.
- Ruś Biała — Rutênia Branca, Rússia Branca ou Bielorrússia.
- Ruś Czarna — Rutênia Negra, parte da atual Bielorrússia.
- Ruś Czerwona — Rutênia Vermelha, uma pequena faixa da Polônia (Premíslia) e a parte ocidental da Ucrânia (Galícia). A Polônia chamava a área de Voivodia da Rutênia.
- Ruś Podkarpacka — Rutênia Subcarpática

## Idade Moderna

### Bielorrussos
Os bielorrussos freqüentemente se auto-intitulavam "litvins" (lituanos) porque eles viviam no Grão-Ducado da Lituânia e o nome "rutenos" não era sempre aplicados a eles.
Uma exceção notável aconteceu logo após a Segunda Guerra Mundial, em relação aos bielorrussos da região de Kresy, na Polônia, que se encontravam em acampamentos formados por refugiados das zonas ocidentais ocupadas da Alemanha pós-guerra. Naquele tempo, a ideia de uma nação bielorrussa encontrou pouco reconhecimento no Ocidente. Então, para evitar confusão com o termo "russo" e conseqüente "repatriação" à União Soviética (que anexou a região de Kresy depois da guerra), os termos "rutenos brancos", e "crívios" foram usados. O último desses termos deriva do nome de uma antiga tribo eslava oriental chamada de Krivichs, que foi usado pelos habitantes da Bielorrússia.

### Ucranianos
O nome "Rutênia" vigorou um pouco mais tempo como sendo um nome para Ucrânia. Quando o Império Austríaco fez da Galícia uma província em 1772, os líderes dos Habsburgos quiseram distinguir o povo eslavo local dos poloneses e dos russos que habitavam aquela região. O nome até então usado pelos habitantes locais, Rusyny, soava como a palavra alemã para russos, Russen. Então os austríacos adotaram a designação Ruthenen (rutenos) e continuaram a usá-la oficialmente até a queda do império por volta de 1918.
A partir de 1840, os nacionalistas ucranianos encorajaram as pessoas a substituírem o nome "Pequena Rus" pelo de Ucrânia. Nas décadas de 1880 e 1900, devido à expansão do nome "Ucrânia" como um substituto de "Rutênia" entre a população rutena/ucraniana do Império Russo, o nome, "ruteno" ficou restrito à região da Ucrânia Ocidental, então uma área pertencente ao Estado Austro-Húngaro.
No início do século XX, o nome "Ucrânia" foi largamente aceito na Galícia.

### Rutenos
Depois de 1918, o nome "Rutênia" ficou restrito à área sul dos Cárpatos no Reino da Hungria, denominada Rutênia subcarpática (que abrangia as cidades de Mukachevo, Uzorodo e Presóvia),  povoadas pelos Cárpato-Rutenos, um grupo de montanheses eslavos orientais. Nessa época, os rutenos da Galícia foram quase que totalmente assimilados pelos ucranianos, de modo que os cárpato-rutenos foram os últimos eslavos orientais a manterem seu nome histórico (ruteno é uma deformação latina do eslavônico rusyn).
A Rutênia subcarpática fez parte do reino da Hungria desde o final do século XI, onde ela era conhecida por Transcarpácia. Em 1918, foi incorporada à Tchecoslováquia, como uma entidade autônoma. Depois desse ano, os rutenos foram divididos basicamente em três orientações. A primeira, daqueles que pensavam que os rutenos faziam parte da nação russa; a segunda, daqueles que pensavam que os rutenos faziam parte da nação ucraniana; e, finalmente, daqueles que diziam que os cárpato-rutenos formavam uma nação separada e queriam desenvolver o idioma e a cultura rutena. Em 1939, o presidente da Rutênia subcarpática, Augustin Voloshin, defensor de uma maior aproximação com a Rússia, declarou sua independência como Cárpato-Ucrânia. Em 15 de março de 1939, as tropas do Exército regular húngaro cruzaram novamente a fronteira em direção à Tchecoslováquia, agora o Estado da Cárpato-Ucrânia. O regime de ocupação húngaro era contrário a essa aproximação. Em 1944, o Exército soviético ocupou a Rutênia subcarpática e em 1946, a anexou à República Socialista Soviética da Ucrânia. Oficialmente, não havia rutenos na União das Repúblicas Socialistas Soviéticas. Na realidade, os políticos soviéticos e alguns modernos políticos ucranianos, bem como o governo da Ucrânia afirmam que os rutenos são parte da nação ucraniana. Hoje em dia a maioria da população do oblast daTranscarpátia (Zakarpats'ka oblast) da Ucrânia se consideram ucranianos, porém, existe ainda uma minoria, que insiste em tentar preservar o idioma e a cultura rutena.
Uma minoria rutena também permaneceu depois da Segunda Guerra Mundial no nordeste da Tchecoslováquia (atual Eslováquia). As pessoas da região rapidamente se identificaram com a cultura eslovaca, porque o seu idioma é muito próximo do da Eslováquia e porque se recusaram a ser chamados de ucranianos, como o governo comunista, depois de 1953, desejava que fossem.
O termo rutenos é atualmente usado para designar a nacionalidade e o idioma de quatro grupos principais que vivem nos Cárpatos. O nome "Rutênia" tornou-se largamente identificado com a Rutênia subcarpática, que é a região mais ocidental da atual Ucrânia.

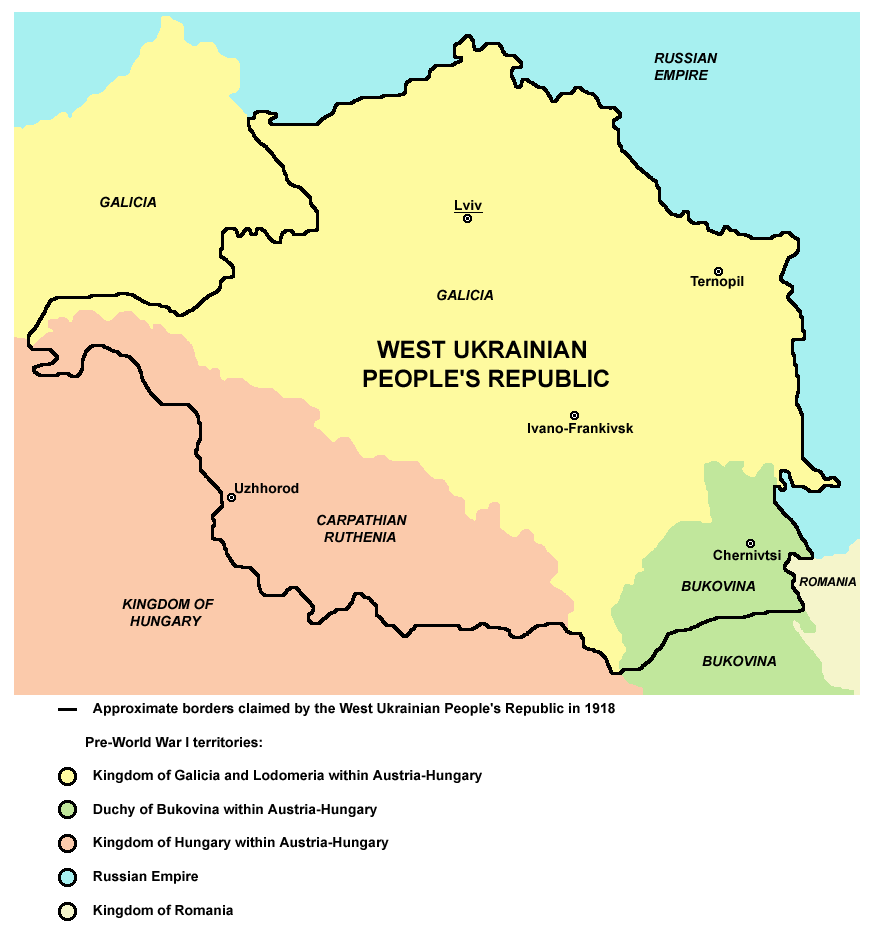

## Palavra cognata
O elemento químico de símbolo Ru, rutênio (latim Ruthenia, que significa "Rússia") foi isolado por Karl Klaus, em 1844, da platina encontrada em minas dos montes Urais.
À temperatura ambiente, o rutênio encontra-se no estado sólido. É um elemento do grupo da platina (8 ou 8B) da Classificação Periódica dos Elementos. É um metal de transição, pouco abundante, encontrado normalmente em minas de platina. É empregado como catalisador e em ligas metálicas de alta resistência com platina ou paládio.